# Charles Silver Oliver
Charles Silver Oliver (c. 1765–70 - 10 de outubro de 1817) foi um proprietário de terras irlandês e membro do parlamento do Reino Unido.

## Biografia
Filho de Silver Oliver, membro do parlamento por Kilmallock, Charles Silver Oliver casou-se no dia 3 de junho de 1805 com Maria Elizabeth, filha de Abraham Morris. Ele foi xerife do condado de Limerick em 1791, Sovereign (escritório irlandês do chefe de um governo municipal) de Kilmallock de 1796 a 1800 e membro do Parlamento por Kilmallock de 1798 até ser nomeado Escheator de Munster em 15 de maio de 1799. Por influência de Lord Clare, Oliver representou County Limerick na Câmara dos Comuns do Reino Unido de 1802 a 1806, embora não comparecesse frequentemente.